# Позен (тауншип, Миннесота)
Позен (англ. Posen) — тауншип в округе Йеллоу-Медисин, Миннесота, США. На 2000 год его население составило 234 человека.

## География
По данным Бюро переписи населения США площадь тауншипа составляет 93,5 км², из которых 91,0 км² занимает суша, а 2,5 км² — вода (2,69 %).

## Демография
По данным переписи населения 2000 года здесь находились 234 человека, 87 домохозяйств и 74 семьи.  Плотность населения —  2,6 чел./км².  На территории тауншипа расположено 90 построек со средней плотностью 1,0 построек на один квадратный километр. Расовый состав населения: 98,72 % белых, 0,43 % азиатов и 0,85 % приходится на две или более других рас.
Из 87 домохозяйств в 33,3 % воспитывались дети до 18 лет, в 78,2 % проживали супружеские пары, в 3,4 % проживали незамужние женщины и в 14,9 % домохозяйств проживали несемейные люди. 12,6 % домохозяйств состояли из одного человека, при том 4,6 % из — одиноких пожилых людей старше 65 лет. Средний размер домохозяйства — 2,69, а семьи — 2,89 человека.
26,5 % населения — младше 18 лет, 6,0 % — в возрасте от 18 до 24 лет, 26,9 % — от 25 до 44, 23,9 % — от 45 до 64, и 16,7 % — старше 65 лет. Средний возраст — 39 лет. На каждые 100 женщин приходилось 96,6 мужчин.  На каждые 100 женщин старше 18 приходилось 102,4 мужчин.
Средний годовой доход домохозяйства составлял 40 313 долларов, а средний годовой доход семьи —  41 563 доллара. Средний доход мужчин —  35 625  долларов, в то время как у женщин — 20 750. Доход на душу населения составил 20 132 доллара. За чертой бедности находились 7,1 % семей и 8,7 % всего населения тауншипа, из которых 15,5 % младше 18 лет.